# أنيس فريحة
أنيس إلياس فريحة (1903-1993) أديب وصحافي ومدرس وباحث فلكلوري لبناني. دكتور في الفلسفة واللغات السامية ومحاضر جامعي. له ابحاث في اللغة واللهجات والأمثال والملاحم والأساطير القديمة، تميز بدراساته العلمية والأكاديمية، درس اللغات السامية والحضارات القديمة في الجامعة الأمريكية في بيروت، وكلية الإعلام في الجامعة اللبناني. أتقن عدداً من اللغات السامية كالسريانية والعبرية القديمة أي الكنعانية والأوغاريتية المكتوبة بالحرف المسماري. اهتم ببعض الجوانب من تاريخ لبنان وتراثه الشعبي ولهجات قراه وعاداتهم وتقاليدهم وأمثالهم، إضافة إلى اهتمامه بتبسيط قواعد اللغة العربية والخط العربي.

## حياته
ولد في 21 أيلول من عام 1903 في رأس المتن من جبل لبنان في أسرة مسيحية أورثوذكسية. لكن أباه المعروف باسم «بونجم» كان قد انضم إلى طائفة الفرندز البروتستانتية. وتلقى علومه في عدة مدارس منها مدرسة أوليفر والشويفات وسوق الغرب وهي مدارس أجنبية. تلقى علومه العليا في الجامعة الأميركية في بيروت وتخرج منها برتبه بكلوريوس سنة 1927. نال شهادة الدكتوراه في العلوم السياسية من جامعة شيكاغو ثم درس في جامعة تونبغن ألمانيا وعاد لجامعة شبكاغو ليحصل على دكتوراه في اللغات السامية.
امتهن التدريس، فعلّم في بيروت وفي جامعة فرانكفورت في ألمانيا، وفي جامعة كاليفورنيا في الولايات المتحدة الأميركية وعمل أستاذاً زائراً في معهد الدراسات العربية العالية التابع لجامعة الدول العربية وفي معهد الدراسات الشرقية والأفريقية في جامعة لندن وفي جامعة فرنكفورت في ألمانيا وفي جامعة كليفورنيا في لوس انجوليس. كتب وألف عدد كبير من المقالات والبحوث في الصحف والمجلاّت، إضافة إلى كتب في مواضيع مختلفة. ركز على اللغة والأدب وبخاصة اللغة العامية.
ظل عاكفاً على البحث والتأليف على حتى وافته المنية عام 1993.

## كتبه
- اسمع يا رضا – مطبعة الكريم جونيه 1956 – 224 صفحة. مجموعة ذكريات بعيدة وأخبار وخيالات يقصها على ابنه الصغير «رضا» ليحمله على الإغفاء فيتحدث عن: المكاري، والعليّة، والمد، والمسطاح، والعودة، والمراح، والمعصرة، والمطروح، والكارة، والصاج، والصيرة، والغنمات، والدالية، والتينة والزيتونة، والتوتة والقزّات، وسلق القمح، وجرش البرغل، وفرك الكشك، وصنع الزبيب والدبس، وجمع الشيخ، وقطع اللقش، ودق الزعتر والسماق، وألعاب الساحة، ومدرسة القرية، وقضيب الرمان، وتدخين ورق الدوالي، ورقص الصبايا، وملحم الدكنجي، وبو مخول.
- معجم أسماء المدن والقرى اللبنانية – مكتبة لبنان، 1972
- يسّروا أساليب التعليم – الجامعة الأميركية في بيروت، 1956
- محاضرات في اللهجات والأساليب ودراستها، مطبعة الرسالة 1955
- معجم الألفاظ العامية – مكتبة لبنان، 1973
- هذا أيسر. رسالة إلى وزير التربية شارل مالك.
- «أحيقار»: حكيم من الشرق الأدنى القديم، منشورات كلية العلوم والآداب في الجامعة الأميركية في بيروت، بيروت 1962
- أثينا في عهد بركليس، مؤسسة فرنكلين للطباعة والنشر، بيروت، 1966
- أسماء المدن والقرى اللبنانية وتفسير معانيها.
- معجم الألفاظ العامية في اللهجة اللبنانية وردها إلى أصولها السامية.
- حضارة في طريق الزوال.
- القرية اللبنانية.
- نحو عربية ميسّرة.
- معجم الأمثال اللبنانية الحديثة.
- في اللغة العربية ومشكلاتها.
- أسماء الأشهر العربية وتفسير معانيها.
- الخط العربي- نشأته ومشكلاته.
- الفكاهة عند العرب.
- سوانح من تحت الخرّوبة.
- النكتة اللبنانية تتمة لحضارة حلوة.
- دراسة اللهجات دراسة علمية.
- تبسيط قواعد اللغة العربية.
- قبل أن أنسى وكان آخر ما صدر له عن دار النهار وهو تتمة لكتابه الممتع «اسمع يا رضا». حكاية لمرحلة من تاريخ لبنان من خلال قصة عائلة لبنانية فقيرة، كانت تلاقي كل أنواع العذاب والعناء والتعب في سبيل كسب لقمة العيش بإباء وصبر وشكر.
- ملاحم أوغاريت (ترجمة عن الأوغاريتية).
- ملاحم وأساطير.